# Abba Seafood

Das Logo des Unternehmens

Abba Seafood, früher Abba AB, ist ein schwedisches Unternehmen für Fischkonserven. Stammsitz von Abba Seafood ist Göteborg, die Produktionsanlagen befinden sich in Kungshamn.
Das Unternehmen wurde 1838 im norwegischen Bergen gegründet und um 1850 nach Stockholm verlegt. Im Jahr 1906 wurde die Firma unter dem Namen AB Bröderna Ameln, kurz ABBA, registriert, 1981 wurde Abba in den Großkonzern Volvo eingegliedert, später an die 1970 gegründete Firma Procordia und 1995 in die norwegische Orkla ASA verkauft.
Die wohl bekanntesten Produkte der Abba Seafood sind die Spezialitäten Kalles kaviar, Ejderns orökta kaviar, Ejderns Drott-kaviar und inlagd sill.